# Pietro Chiodi
Pietro Chiodi (Corteno Golgi, 2 luglio 1915 – Torino, 22 settembre 1970) è stato un filosofo e partigiano italiano.

## Biografia
Figlio di Annibale e Maria Romelli, frequentò le scuole elementari al paese natio e le medie inferiori e superiori a Sondrio sotto la guida del prof. Credaro, che lo avviò allo studio della filosofia. Dopo aver conseguito nel 1934 l'abilitazione magistrale si trasferì a Torino, dove si laureò il 27 giugno 1938 in pedagogia sotto la guida di Nicola Abbagnano. Nell'anno successivo ottenne la cattedra di storia e filosofia del liceo classico Giuseppe Govone di Alba, dove insegnò per 18 anni. Qui entrò in contatto col professore di lettere Leonardo Cocito, del quale divenne intimo amico, ed ebbe tra i suoi allievi lo scrittore Beppe Fenoglio.
Questi ricorderà più volte nei suoi scritti i due insegnanti, con i loro nomi o con pseudonimi; Chiodi diventerà così, nel romanzo Il partigiano Johnny, il personaggio di Monti.
Grazie ai suoi contatti con Cocito, fervente comunista e antifascista, Chiodi entrò, Il 2 luglio 1944, a far parte di una formazione partigiana Giustizia e Libertà col nome di battaglia di “Piero”. 
Il 18 agosto di quello stesso anno Chiodi venne catturato dalle SS italiane, assieme ai suoi compagni, e deportato in un campo di prigionia a Bolzano, quindi a Innsbruck. Aiutato dal comandante del lager e da un medico, ottenne il visto di rimpatrio. Il 30 settembre, alle 7 e mezzo di mattina, era alla stazione di Innsbruck diretto a Verona. Il 3 ottobre, verso sera, giunse nell'albese. Qui riprese la sua attività di partigiano, ora sotto il nome di battaglia di Valerio, mettendosi a capo, nelle Langhe, di un battaglione della CIII Brigate Garibaldi intitolato al suo collega Cocito, impiccato dai tedeschi a Carignano (località pilone Virle) il 7 settembre 1944, insieme ad altri patrioti.
Nel 1946 narrò la propria esperienza di lotta, di prigionia e di guerra civile nel libro scritto in forma diaristica e pubblicato dall'ANPI, Banditi, uno dei primi memoriali di deportati politici italiani.
Dopo la liberazione di Torino nel 1945, Chiodi era tornato all'insegnamento ad Alba. Nel 1957 si trasferì come insegnante al liceo di Chieri e poi al liceo Vittorio Alfieri del capoluogo piemontese. Nel 1955 ottenne la libera docenza e dal 1963 fu incaricato e poi titolare della cattedra di Filosofia della storia alla Facoltà di Lettere e filosofia a Torino, insegnamento che ricoprì fino alla sua prematura morte nel 1970, affiancandolo all'incarico di pedagogia. Nel 1961, l'Accademia Nazionale dei Lincei gli assegnò il premio del Ministero della Pubblica Istruzione per la filosofia, e nel 1964 gli fu conferito il Premio Bologna.
Alla ristampa del 1961 di Banditi Chiodi premise questa avvertenza, poi conservata nelle edizioni successive: «La presente ristampa si rivolge particolarmente ai giovani, non già per far rivivere nel loro animo gli odi del passato, ma affinché, guardando consapevolmente ad esso, vengano in chiaro senza illusioni del futuro che li attende se per qualunque ragione permetteranno che alcuni valori – come la libertà nei rapporti politici, la giustizia nei rapporti economici e la tolleranza in tutti i rapporti – siano ancora una volta manomessi subdolamente o violentemente da chicchessia».
Raccolse grande stima ed affetto tra i suoi allievi, che ne conservano tuttora il ricordo di un grande Maestro, limpido esempio di tolleranza e serenità di giudizio.

## Attività filosofica
L'attività filosofica di Pietro Chiodi si concentrò specialmente sull'esistenzialismo, riletto in chiave positiva. La maggior parte delle sue opere è dedicata a Martin Heidegger.
Egli fu il primo traduttore in Italiano di Essere e tempo, nel 1953, e il terzo in assoluto a realizzarne una versione in un'altra lingua, dopo il giapponese e lo spagnolo. Proprio a Chiodi si deve la definizione della terminologia heideggeriana in italiano, divenuta poi abituale tra gli studiosi. Valga un esempio per tutti: la traduzione del tedesco Dasein con l'italiano Esserci, capolavoro di sintesi ed efficacia, spesso non ancora raggiunta - in questo specifico caso - in altre lingue. Al filosofo tedesco dedicò anche, ovviamente, diversi saggi: L'esistenzialismo di Heidegger (1947), L'ultimo Heidegger (1952), Esistenzialismo e fenomenologia (1963). Fu, inoltre, traduttore di L'essenza del fondamento (1952) e Sentieri interrotti (1968).
A Immanuel Kant dedicò, invece, La deduzione nell'opera di Kant (1961) e ne tradusse nel 1967 la Critica della ragion pura e gli Scritti morali, usciti nella sua versione nel 1970. È infine da ricordare il suo interesse per Jean-Paul Sartre, del quale si occupò nel 1965 nell'opera Sartre e il marxismo.
L'esperienza partigiana rimase sempre una pagina fondamentale nella vita di Pietro Chiodi, per cui il valore della libertà occupò sempre il primo posto. Non è un caso che Fenoglio faccia rivolgere da parte di Monti, nel Partigiano Johnny, proprio questo ammonimento ai giovani partigiani di Alba: «Ragazzi - teniamo di vista la libertà».
La sua breve e unica opera narrativa, Banditi, ricca di valore non solo storico e morale ma anche letterario, è stata definita da Davide Lajolo «Il libro più vivo, più semplice, più reale di tutta la letteratura partigiana» (L'Unità, 10 ottobre 1946) e da Franco Fortini «quasi un capolavoro [...]. Ci sono dei tratti straordinari, nel tragico come nel comico».

## Opere
- Chiodi Pietro, Banditi, con introduzione di Gian Luigi Beccaria, Torino, Einaudi, 2002  [1961], ISBN 978-88-06-16322-8.
- Chiodi Pietro, Esistenzialismo e filosofia contemporanea, a cura di Giuseppe Cambiano, Pisa, Edizioni della Normale, 2007, ISBN 88-7642-194-7.